# Заразно зло: Началото
„Заразно зло: Началото“ (на английски: Resident Evil: Welcome to Raccoon City) е екшън филм на ужасите от 2021 г., написан и режисиран от Йоханес Робъртс.
Адаптиран от историите на първата и втората игра от Capcom, филмът служи като рестарт на филмовата поредица „Заразно зло“ и като цяло седмият игрален екшън филм, базиран на едноименната серия видеоигри . Във филма участват Кая Скоделарио, Хана Джон-Камен, Роби Амел, Том Хопър, Аван Джогия, Донал Лоуг и Нийл Макдоноу. Действието се развива през 1998 г. и проследява група оцелели, опитващи се да оцелеят по време на епидемия от зомбита в малкото градче Ракуун Сити.
Разработването на концепцията за филма започва в началото на 2017 г., след пускането на Resident Evil: The Final Chapter, когато продуцентът Джеймс Уан изразява интерес към проекта. По-късно председателят на Constantin Film Мартин Мошкович споделя, че се разработва рестартиране на филмовата серия. През същия месец Уан е повикан да продуцира рестартирането със сценарий на Грег Русо; впоследствие Робъртс е нает като сценарист и режисьор и Уан и Русо напускат проекта. Снимките започват на 17 октомври 2020 г. в Greater Sudbury, Онтарио, Канада . Филмът е презаснет през май 2021 г.
Световната премиера на „Заразно зло: Началото“ е в Гран Рекс в Париж на 19 ноември 2021 г., като филмът е пуснат по кината в Съединените щати от Sony Pictures Releasing на 24 ноември 2021 г.  Филмът получава смесени отзиви от критиците, като придържането му към първите две игри е похвалена. Той жъне скромен боксофис успех, събира над 41,8 милиона долара в световен мащаб срещу бюджет от 25 милиона долара и оглавява класациите за дигитално отдаване под наем през първите три уикенда от премиерата.

## Актьорски състав
- Кая Скоделарио като Клеър Редфийлд, отчуждената по-малка сестра на Крис, който разследва Umbrella Corporation
  - Лили Гейл Рийд като младата Клеър Редфийлд
- Хана Джон-Камен като Джил Валънтайн, член на STARS (Служба за специални тактики и спасяване) Alpha и партньор на Крис
- Роби Амел като Крис Редфийлд, отчуждения по-голям брат на Клеър и член на екипа на STARS Alpha, който е изпратен да разследва имението Спенсър
  - Дакстън Грей Гуджрал като младия Крис Редфийлд
- Том Хопър като Албърт Вескер, член на екипа на STARS Alpha, който работи като двоен агент за конкурентна компания
- Аван Джогия като Леон С. Кенеди, новобранец от полицейското управление на Raccoon City (RPD), който се съюзява с Клеър и Айрънс, за да избягат от града
- Донал Лоуг като Браян Айрънс, началник на полицията на RPD[4]
- Нийл Макдона в ролята на Уилям Бъркин, един от ръководителите на експериментите на Umbrella Corporation.

## Филми от поредицата за „Заразно зло“
Поредицата „Заразно зло“ включва 7 филма:
- „Заразно зло“ (2002)
- „Заразно зло: Апокалипсис“ (2004)
- „Заразно зло: Изтребване“ (2007)
- „Заразно зло: Живот след смъртта“ (2010)
- „Заразно зло: Възмездие“ (2012)
- „Заразно зло: Финалът“ (2016)
- „Заразно зло: Началото“ (2021)